# Hefbrug

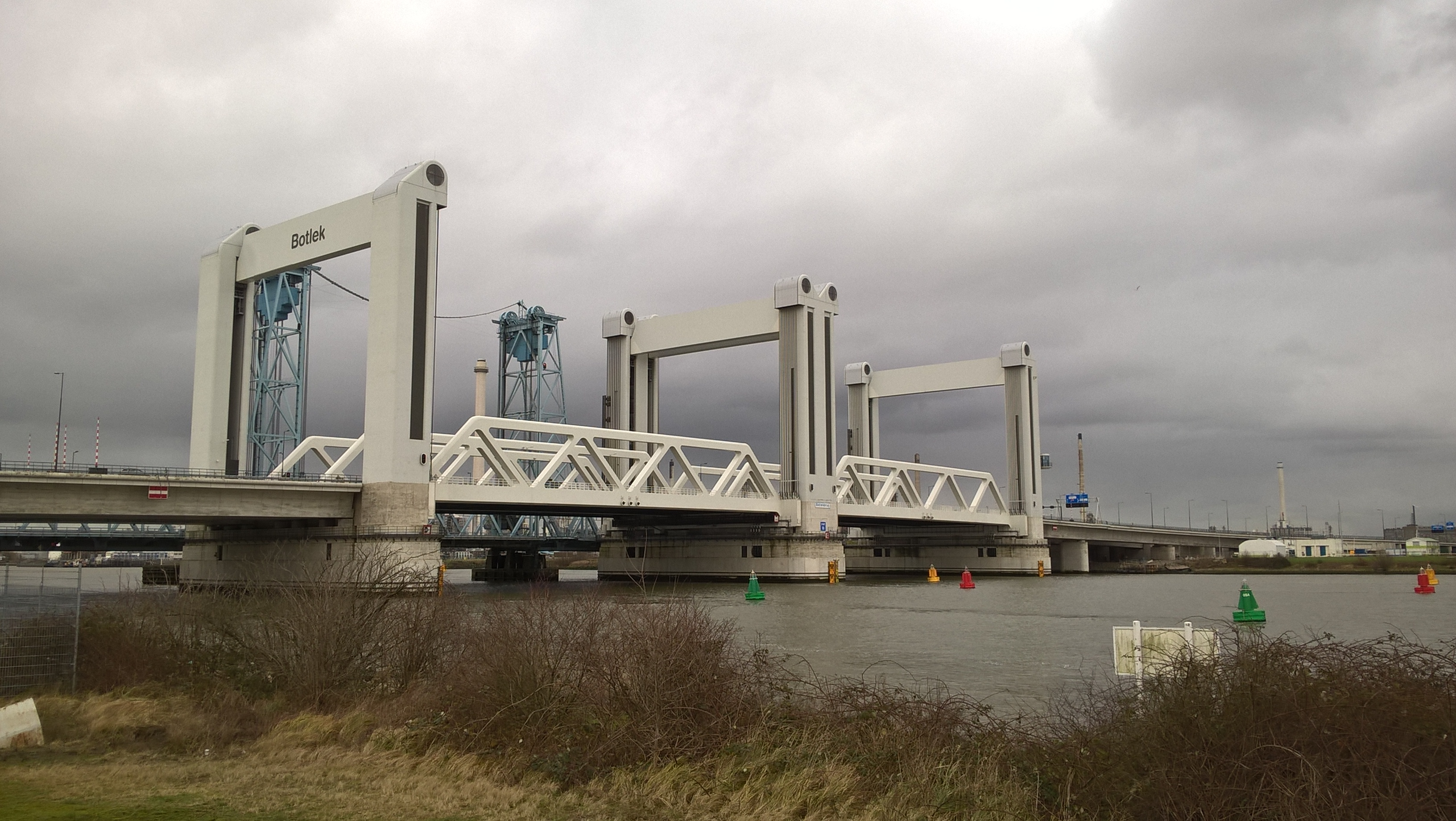
De Botlekbrug uit 2015, de hoogste hefbrug van Nederland.

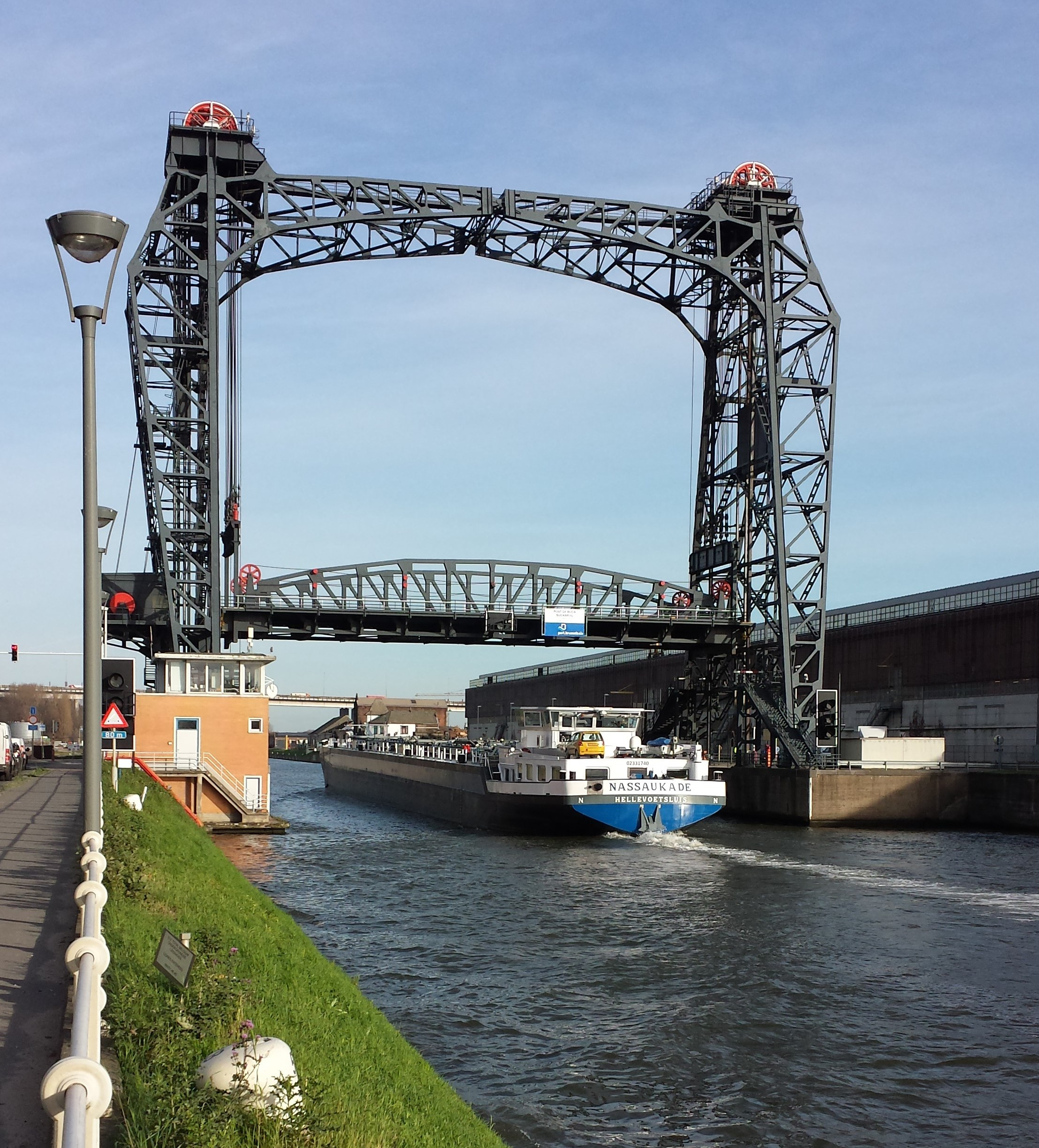
De Budabrug te Brussel in geopende toestand.

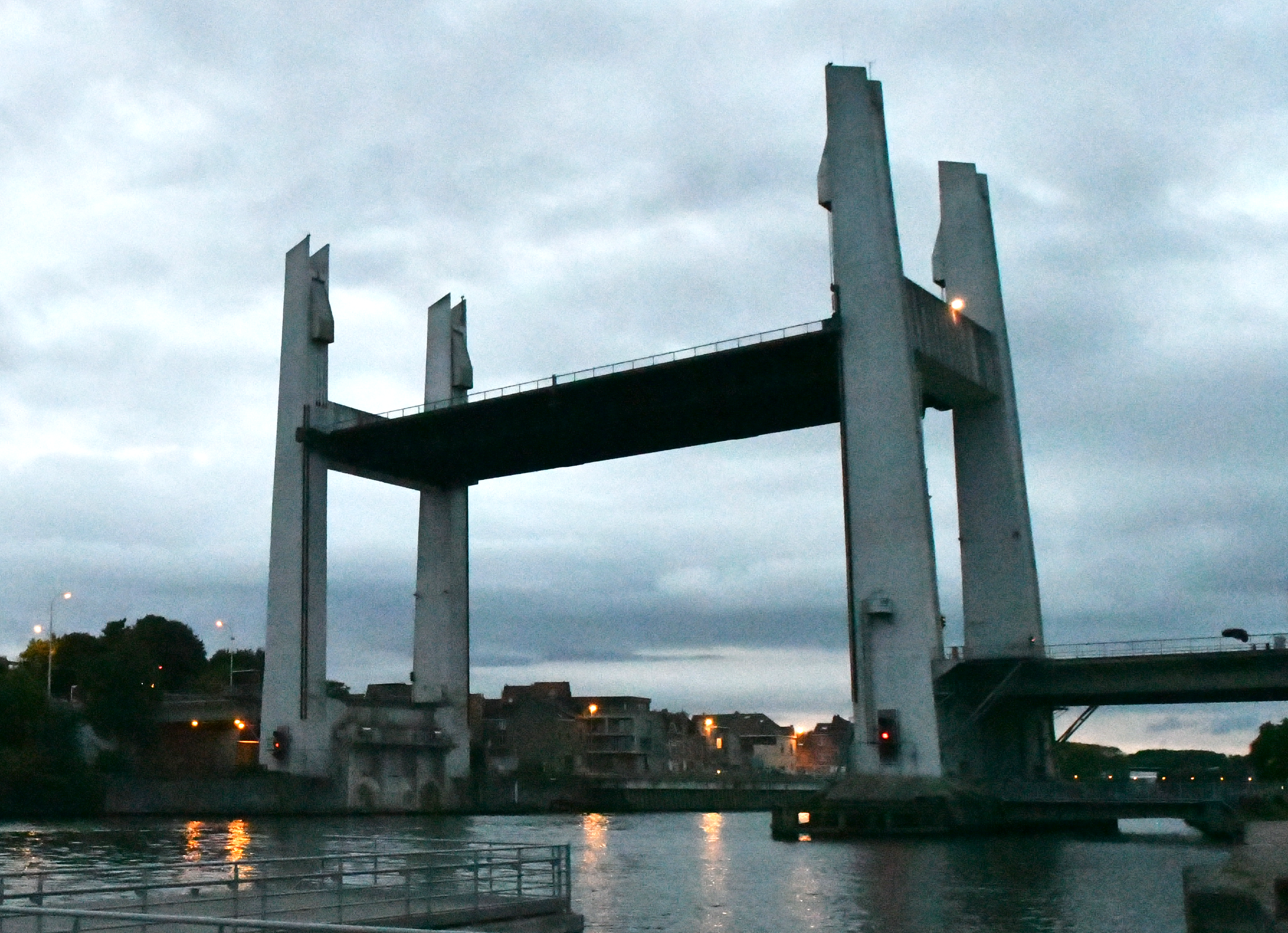
Europabrug in Vilvoorde

Een hefbrug is een beweegbare brug waarbij het brugdek verticaal beweegt.

## Werking
Het brugdek, bij een hefbrug het val geheten, blijft horizontaal en wordt verticaal omhoog gehesen om de scheepvaart doorgang te verlenen (met beperkte doorvaarthoogte). In de torens die aan weerszijden zijn gebouwd, hangen contragewichten, die naar beneden zakken als het dek omhoog gebracht wordt.
Om te voorkomen dat het brugdek scheef omhoog getrokken wordt, met kans op klemmen en vastlopen, is er nog een systeem met rechthoudkabels aanwezig. Deze kabels lopen vanaf de punten van de torens naar beneden, over katrollen langs het brugdek naar de voet van de andere toren, waar ze zijn verankerd.
Het nadeel van hefbruggen is dat ze altijd een beperking vormen in de doorvaarthoogte en vaak ook in de doorrijhoogte als de torens als portaal dwars over de weg of spoorlijn zijn uitgevoerd. Een basculebrug met kelder of draaibrug heeft deze beperkingen niet.
De in maart 2013 geopende Pont Jacques-Chaban-Delmas in Bordeaux is met een maximale dekhoogte van 53 meter de hoogste hefbrug van Europa. De hoogste hefbrug van Nederland is de nieuwe Botlekbrug uit 2015, die in geopende stand een doorvaarthoogte heeft van 45,6 meter.
In de Verenigde Staten zijn er hefbruggen die meer dan 60 meter boven het water gehesen kunnen worden.

## Hefbruggen in België
- Over het zeekanaal Brussel-Schelde:
  - Budabrug (Brussel)
  - Europabrug (Vilvoorde)
  - Verbrande Brug (Grimbergen)
  - Humbeekbrug (Humbeek)
  - Brielenbrug (Tisselt)
  - Ringbrug (Tisselt)
  - Vredesbrug (Willebroek)
- Over de Visserijvaart in Gent:
  - Ferdinand Lousbergsbrug
- Over de Coupure in Brugge:
  - Conzettbrug
- Over de Dender
  - Zwarte Hoekbrug (Aalst)
  - Erembodegembrug
  - Oude Kaaibrug (Ninove)
  - Wijngaardbrug (Geraardsbergen)
  - Grotestraatbrug (Geraardsbergen)

## Hefbruggen in Nederland

### Spoorwegen
- Abcoude: Geinbrug (spoorlijn Amsterdam – Utrecht); in 2007 gesloopt na vervanging door Rien Nouwen Aquaduct.
- Coevorden: Stadsgrachtbrug (spoorlijn Zwolle – Coevorden)
- Doetinchem: Oude IJssel (spoorlijn Arnhem – Doetinchem)
- Dordrecht
  - Spoorbrug Dordrecht met vier sporen (spoorlijn Rotterdam – Dordrecht). De huidige brug is in 1994 in gebruik genomen. Sinds 1996 staat deze in miniatuur in Madurodam.
  - Hefbrug over het Wantij (MerwedeLingelijn)
- Gouda: Hoge Gouwespoorbrug uit 1994 (spoorlijn Gouda – Rotterdam/Den Haag)
- Heerhugowaard (Butterhuizen): Bolbrug over het Kanaal Omval-Kolhorn (spoorlijn Heerhugowaard - Alkmaar)
- Nieuw Amsterdam: Verlengde Hoogeveense Vaart (spoorlijn Zwolle – Emmen)
- Nieuwerbrug: Dubbele Wiericke (spoorlijn Woerden – Leiden)
- Rotterdam:
  - Botlekbrug (Havenspoorlijn Rotterdam)
  - Calandbrug (Havenspoorlijn Rotterdam)
  - De Hef: voormalige spoorbrug over de Koningshaven gebouwd tussen 1925 en 1927, deze brug is in 1993 buiten gebruik gesteld en vervangen door de Willemsspoortunnel.
- Utrecht: Hefbrug in de Kruisvaart (buiten dienst)
- Zutphen: IJsselspoorbrug (spoorlijn Arnhem – Zutphen)
- Zwolle: in 2011 buiten gebruik gestelde hefbrug met boogbrug over de IJssel die vervangen is door de Hanzeboog (spoorlijnen Zwolle - Amersfoort resp. Zwolle - Lelystad)

### Wegverkeer
- Over de Gouwe (Zuid-Holland) liggen drie hefbruggen voor het wegverkeer:
  - Alphen aan den Rijn: Hefbrug Gouwesluis;
  - Boskoop: Hefbrug Boskoop;
  - Waddinxveen: Hefbrug Waddinxveen.
- Amsterdam:
  - Gevlebrug, in 2020 herbouwde brug met nummer 2430 in nieuwbouwwijk Houthavens; gebouwd uit onderdelen van de in 2001 ontmantelde Brug 276 over de Oostertoegang; ontwerp van architect Piet Kramer
  - Kikkerbilssluis, brug met nummer 279 uit 1940 in de Prins Hendrikkade over de Oudeschans;
  - Omvalbrug, brug met nummer 429 uit 1953 in de Spaklerweg over de Weespertrekvaart; ontwerp van architect Piet Kramer.
- Breukelen: de Galgenwaardsebrug over de Galgenwaard.
- Eindhoven: de geklonken ijzeren hefbrug over het Eindhovensch Kanaal dateert uit 1932.
- Emmer-Compascuum: Viertorenbrug over het Oosterdiep.
- Den Haag: Boekhorstbrug (een van de kleinste van Nederland. Gaat van circa 1.20m naar maximaal 2.28m).
- Kampen: de stadsbrug over de IJssel tussen Kampen en IJsselmuiden.
- Leiden: de Staatsspoorbrug op de Haagweg, waarvan de huidige versie is gebouwd in 1941.
- Monnickendam: hefbrug uit circa 1930 in de Broekervaart, vanaf de N247 naar de Bernhardlaan.
- Nieuwegein: de Doorslagbrug en Geinbrug liggen over de Hollandse IJssel.
- Nijmegen: bij sluiscomplex Weurt liggen twee hefbruggen over het Maas-Waalkanaal.
- In Oosterwolde ligt de Hoofdbrug, de eerste hefbrug van composiet, geheven door slechts twee pylonen, gebouwd in 2010.
- Bij Oterleek ligt een hefbrug, met zeer bescheiden afmetingen, over de ringvaart van de Schermer.
- Schiedam:
  - Delflandbrug over de Schiedamse Schie;
  - Oranjebrug over de Nieuwe Haven.
- Spijkenisse: de Spijkenisserbrug over de Oude Maas.
- Ten Post: de brug over het Damsterdiep.
- Utrecht: Nelson Mandelabrug over het Merwedekanaal.
- Wormer: Oostertil, hefbrug tussen Dorpsstraat en Oosteinde over de Oostertilsloot.
- Zaandam/ Koog aan de Zaan: hefbrug tussen de Westzijde en het Zuideinde over de Mallegatsloot.
- Zutphen: Oude IJsselbrug.
- Zwolle: de Holtenbroekerbrug over het Zwarte Water.

## Galerij

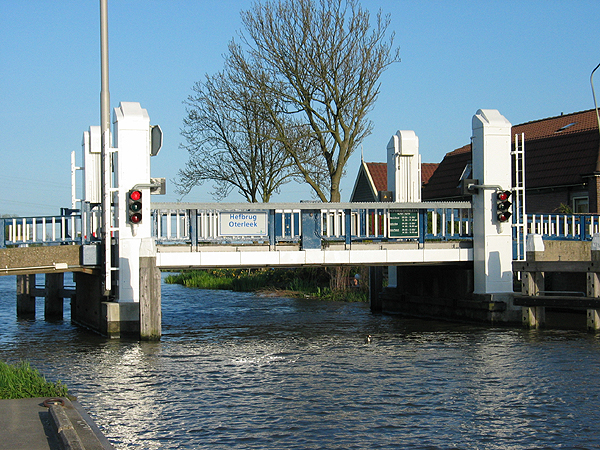
De Hefbrug bij Oterleek
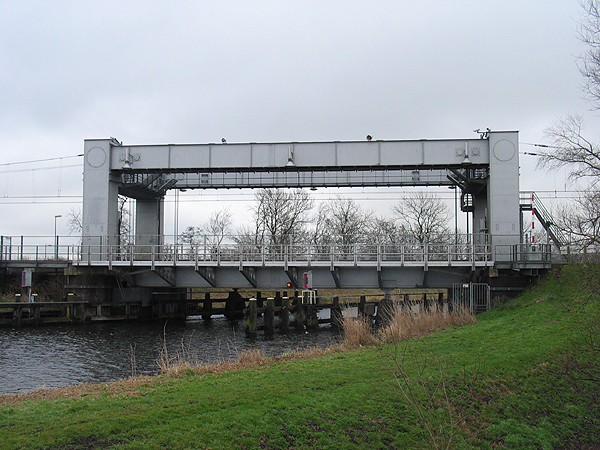
BOL-brug bij Heerhugowaard
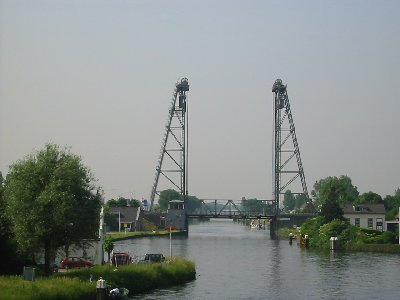
Hefbrug over de Gouwe bij Alphen aan den Rijn
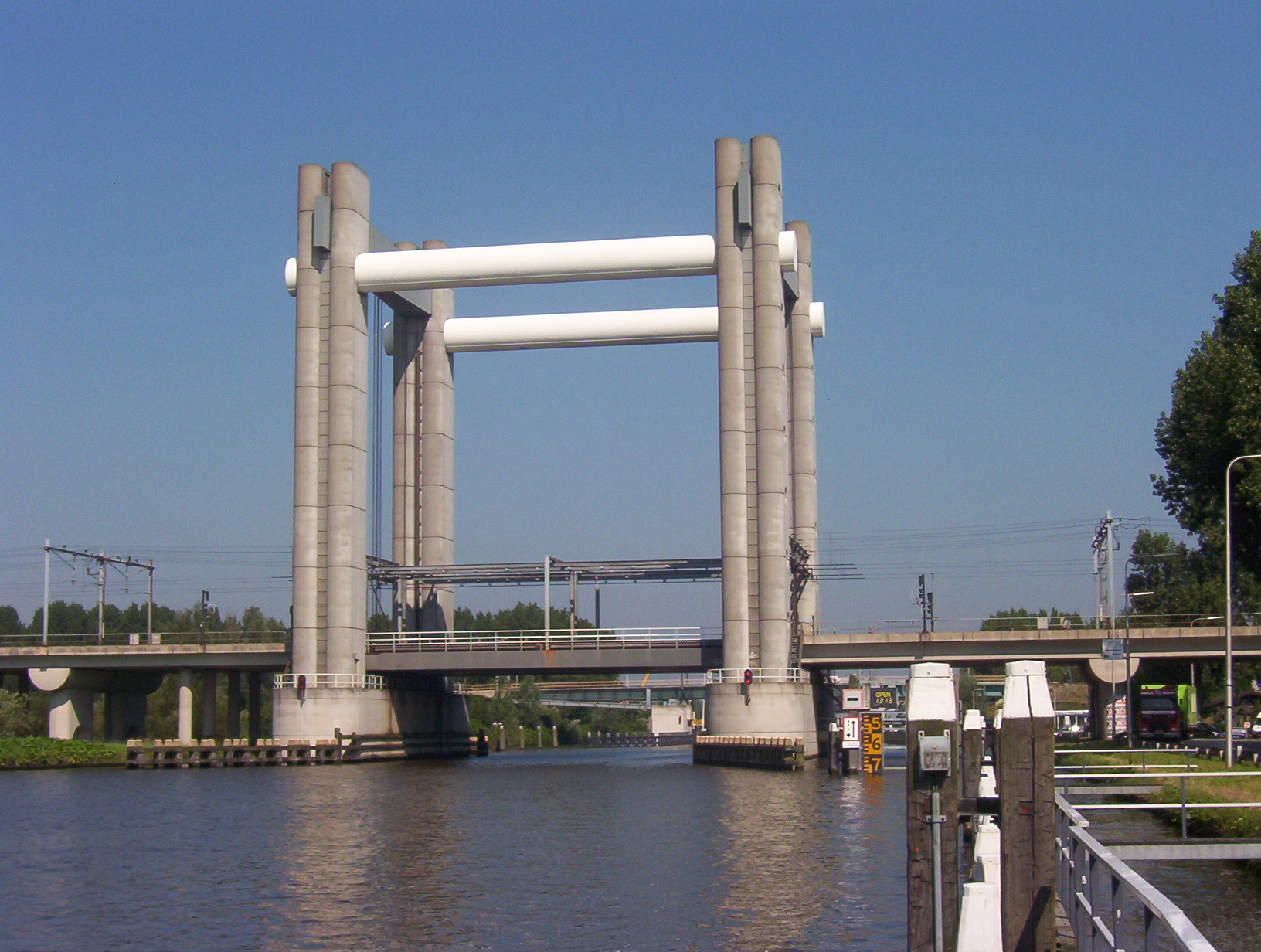
Hoge Gouwespoorbrug te Gouda
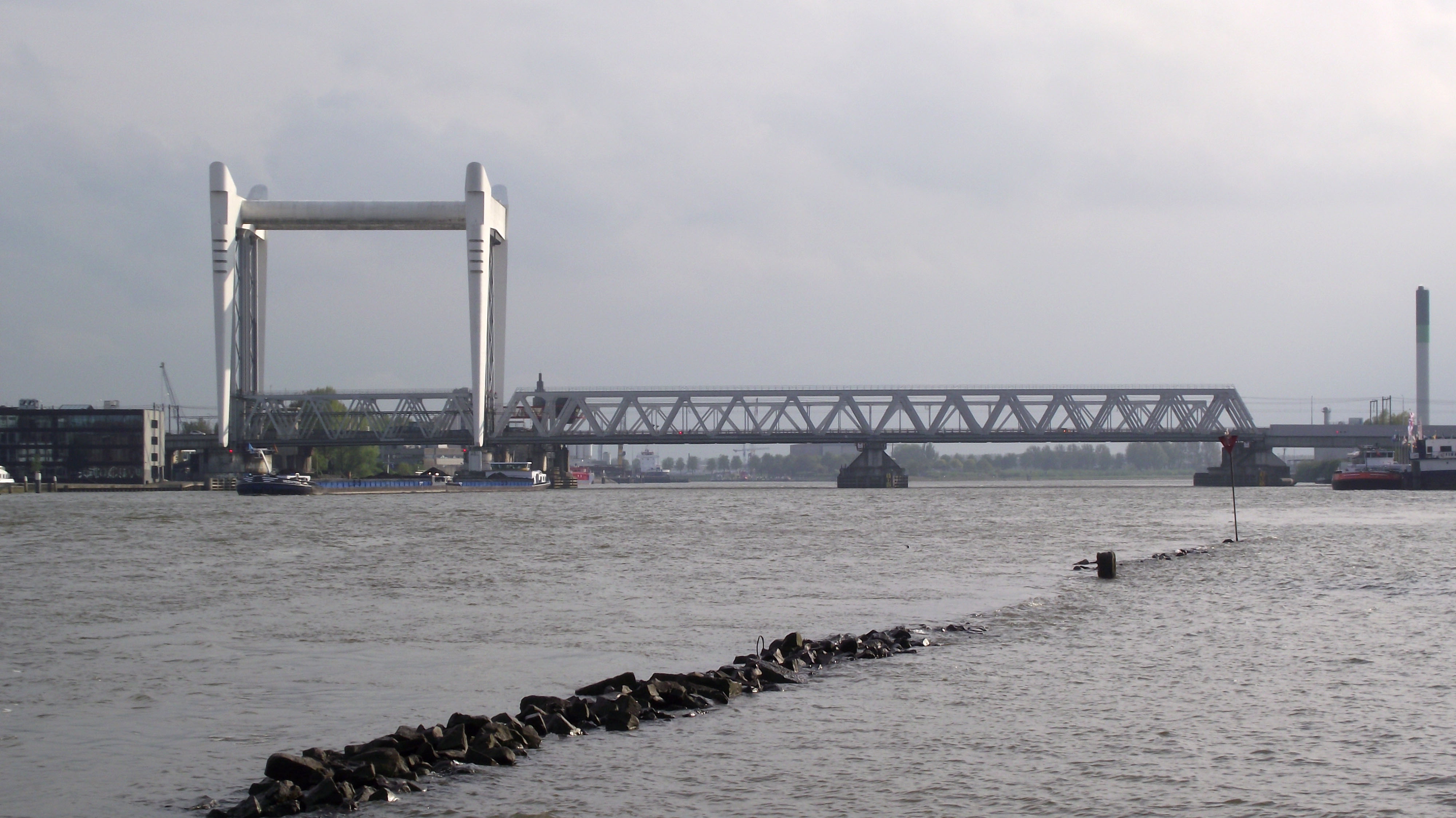
Spoorbrug Dordrecht gezien vanaf Zwijndrecht
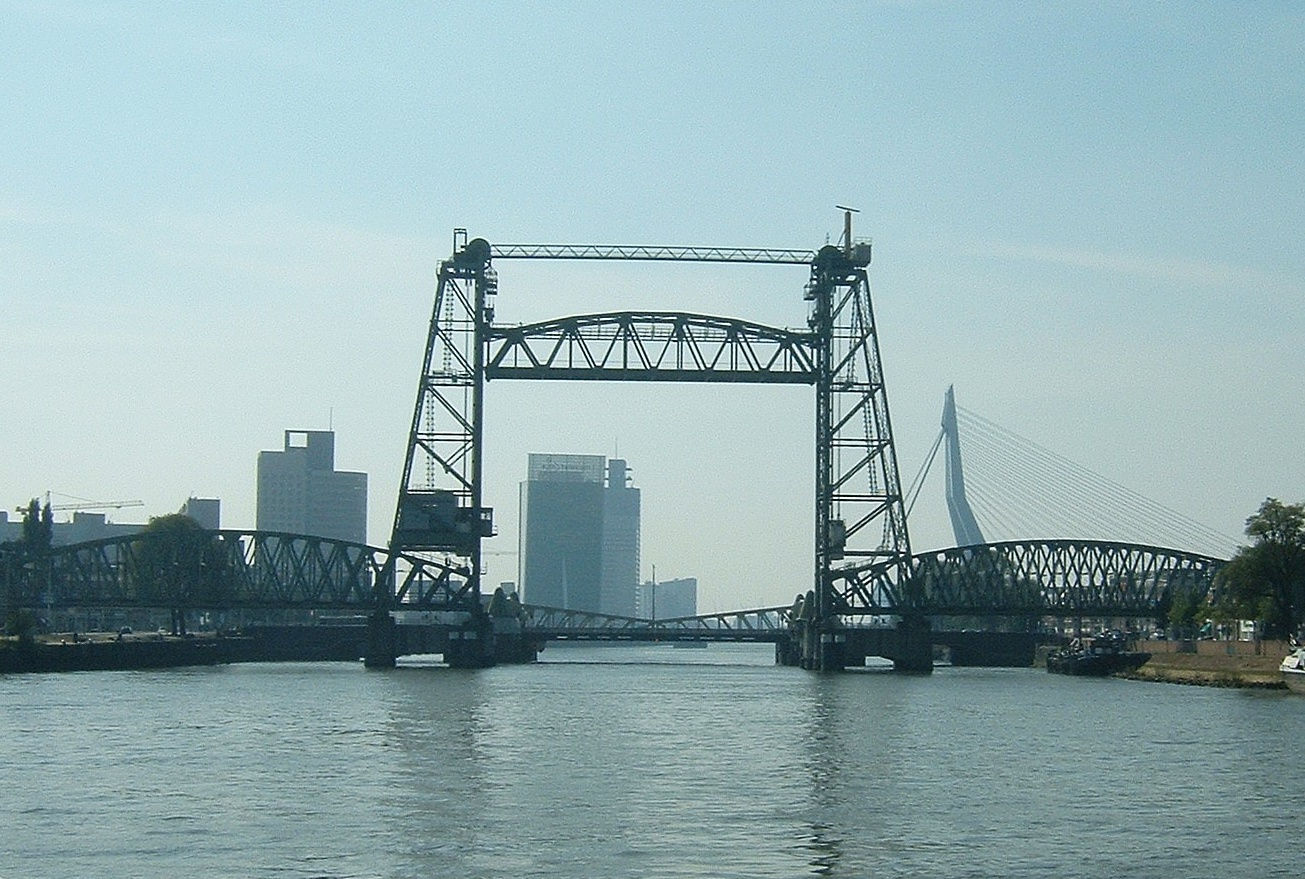
Koningshavenbrug Rotterdam
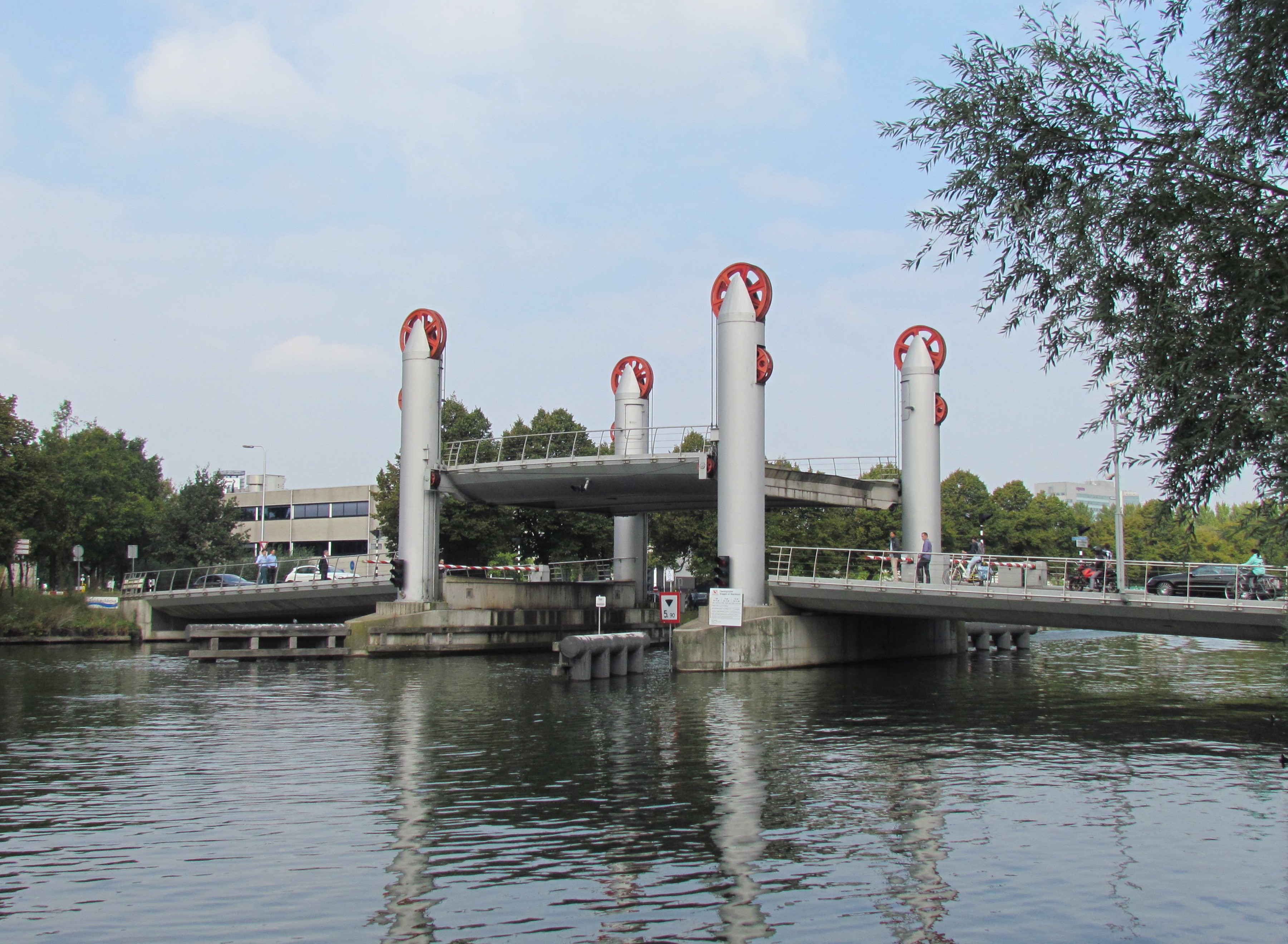
De Liesboschbrug tussen Utrecht en Nieuwegein, over het Merwedekanaal
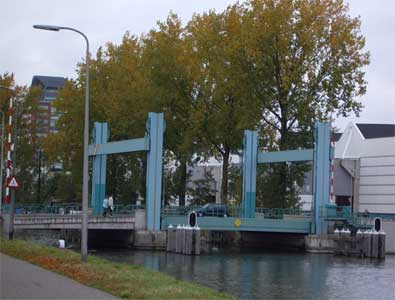
Nelson Mandelabrug te Utrecht
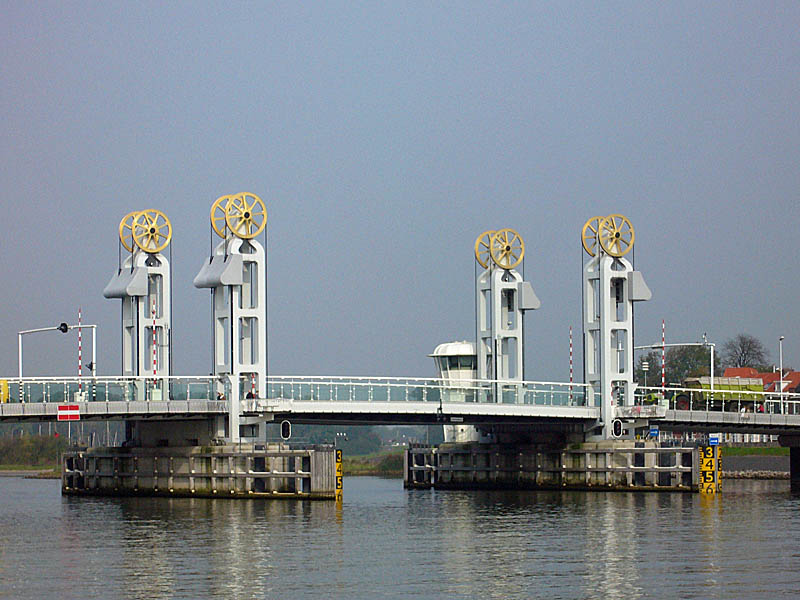
Stadsbrug in Kampen
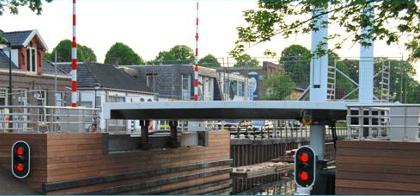
Hefbrug bij Oosterwolde
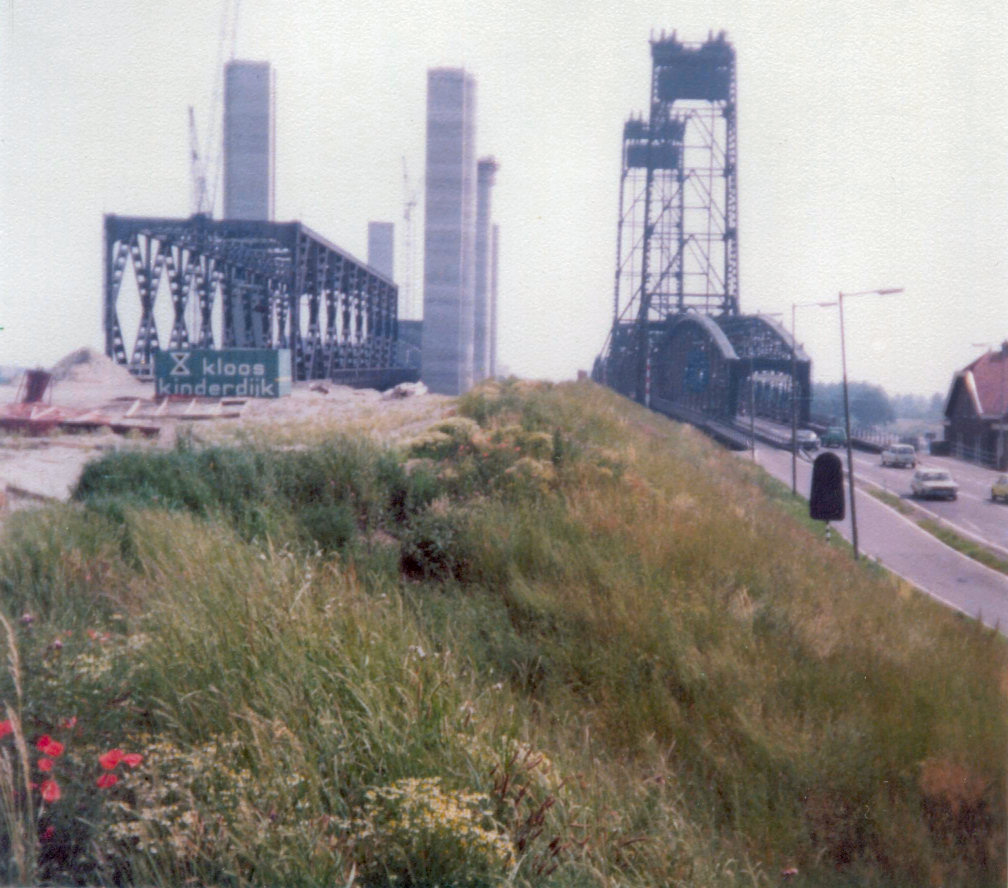
De oude en de nieuwe Spijkenisserbrug in 1977
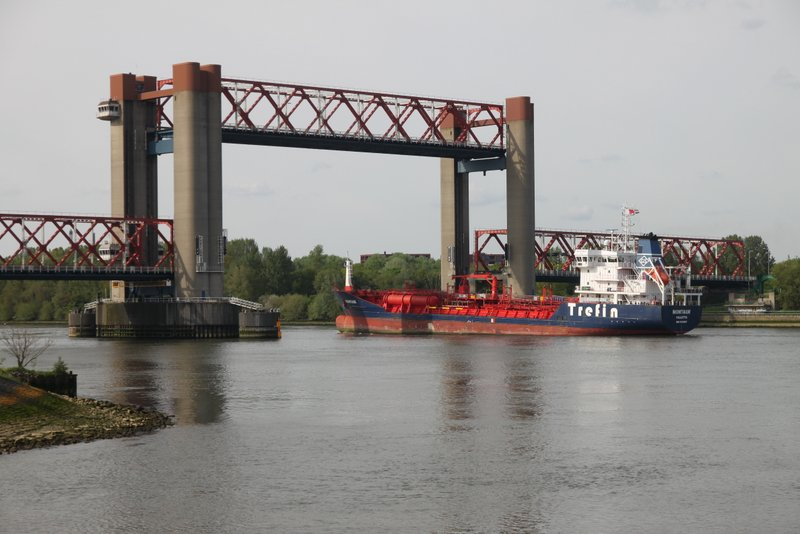
De Spijkenisserbrug in geopende toestand
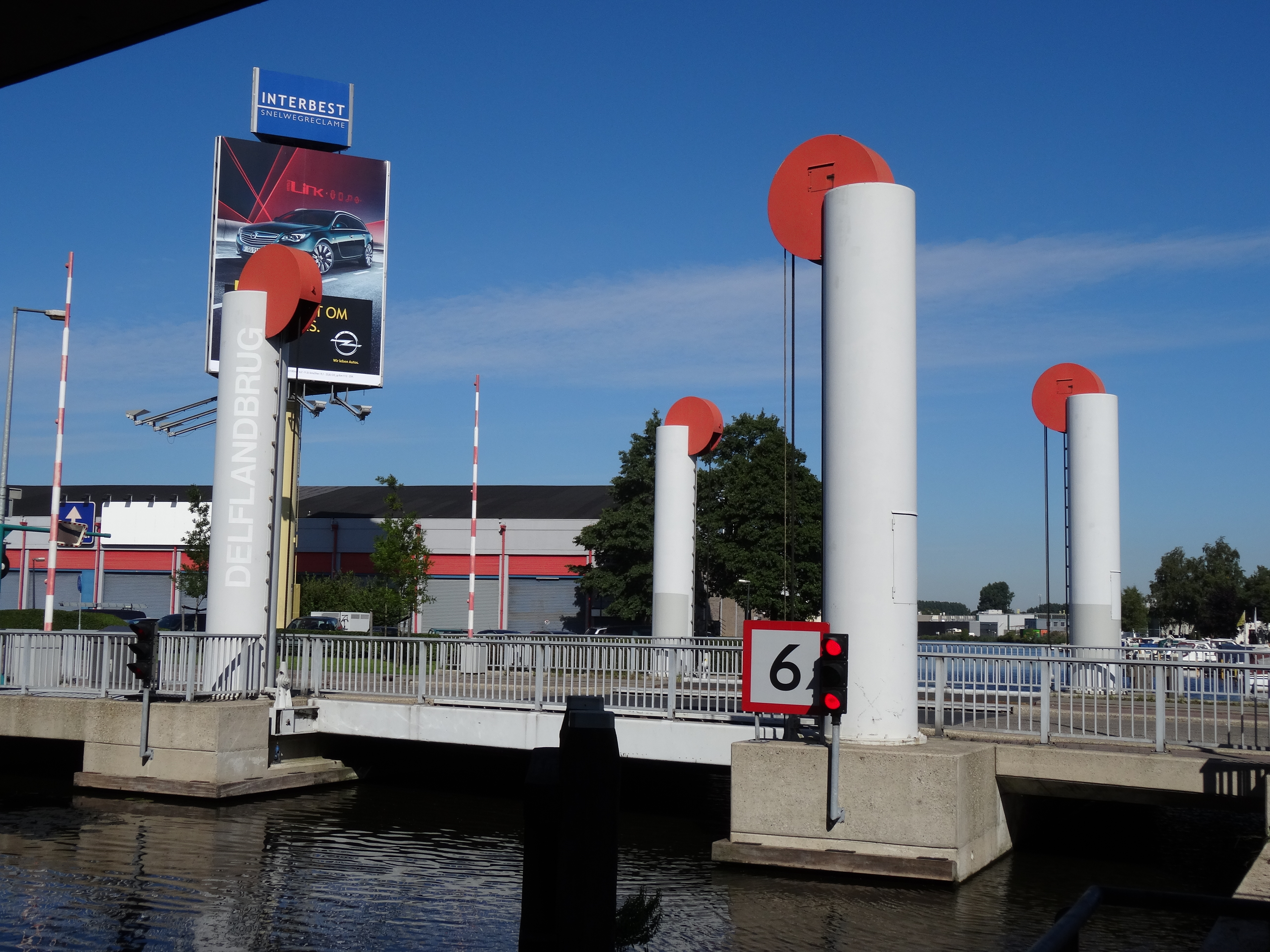
De Delflandbrug in Schiedam over de Schiedamse Schie
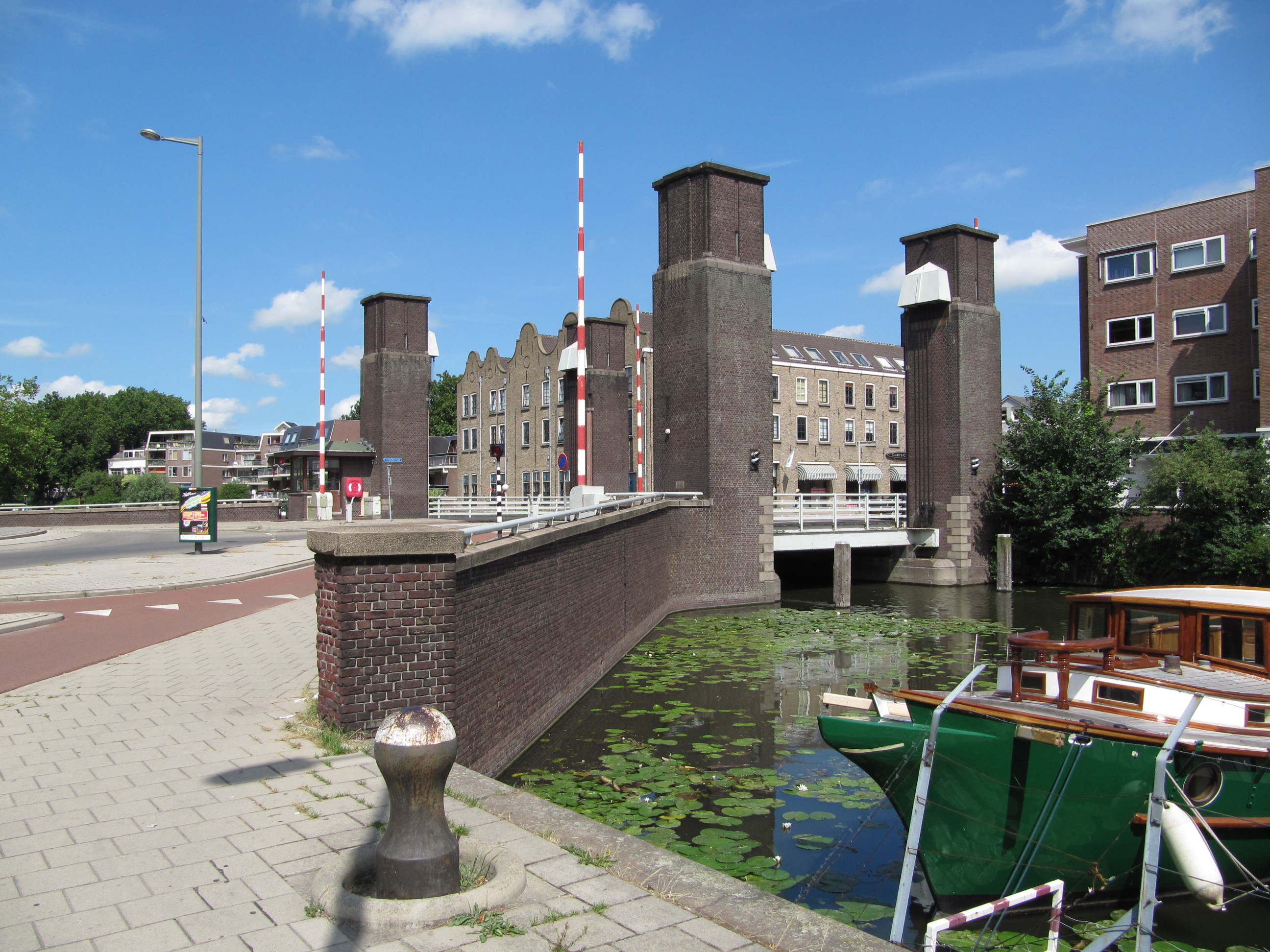
De Oranjebrug in Schiedam over de Nieuwe Haven.
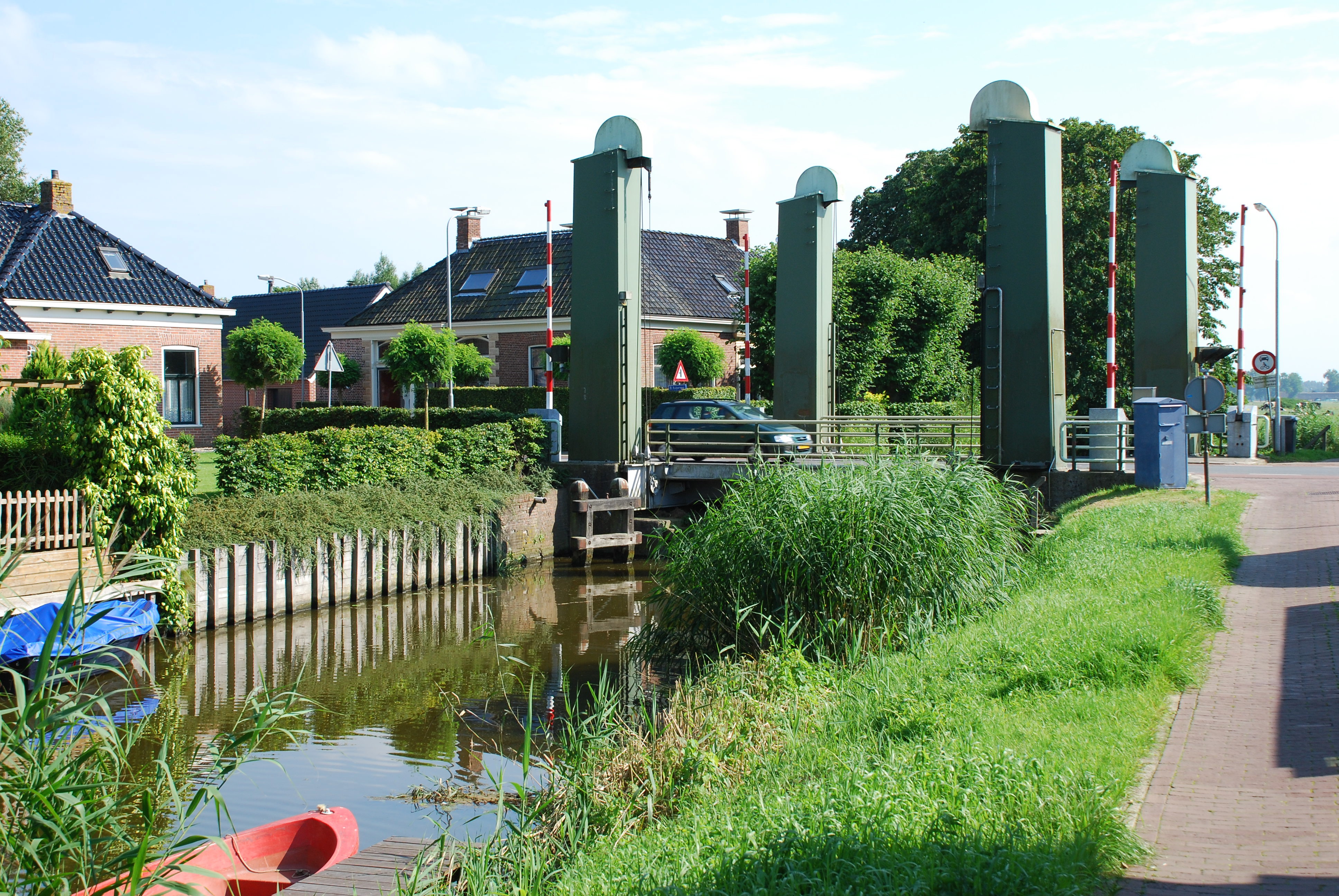
De brug in Ten Post
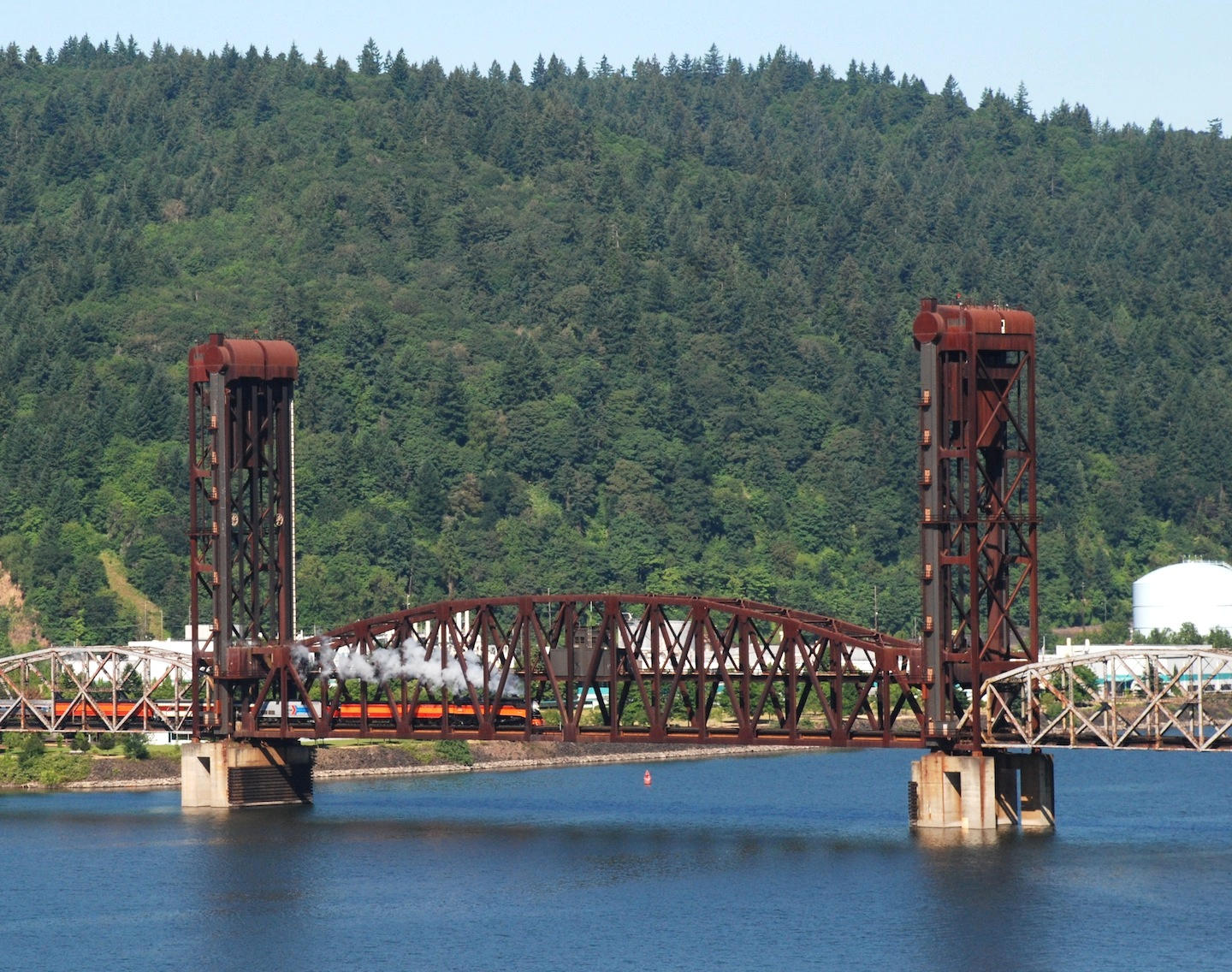
Spoorbrug in Portland (USA), die tot 61 meter boven het water kan stijgen.

afzinkbare brug · basculebrug · draaibrug · hefbrug · kantelbrug · kraanbrug · oorgatbrug · ophaalbrug · opkrulbare brug · opvouwbare brug · pontbrug · pontonbrug · rolbasculebrug · rolbrug · schipbrug · tafelbrug · valbrug · vliegtuigslurf · vlotbrug · zweefbrug